# 獅子王慶典

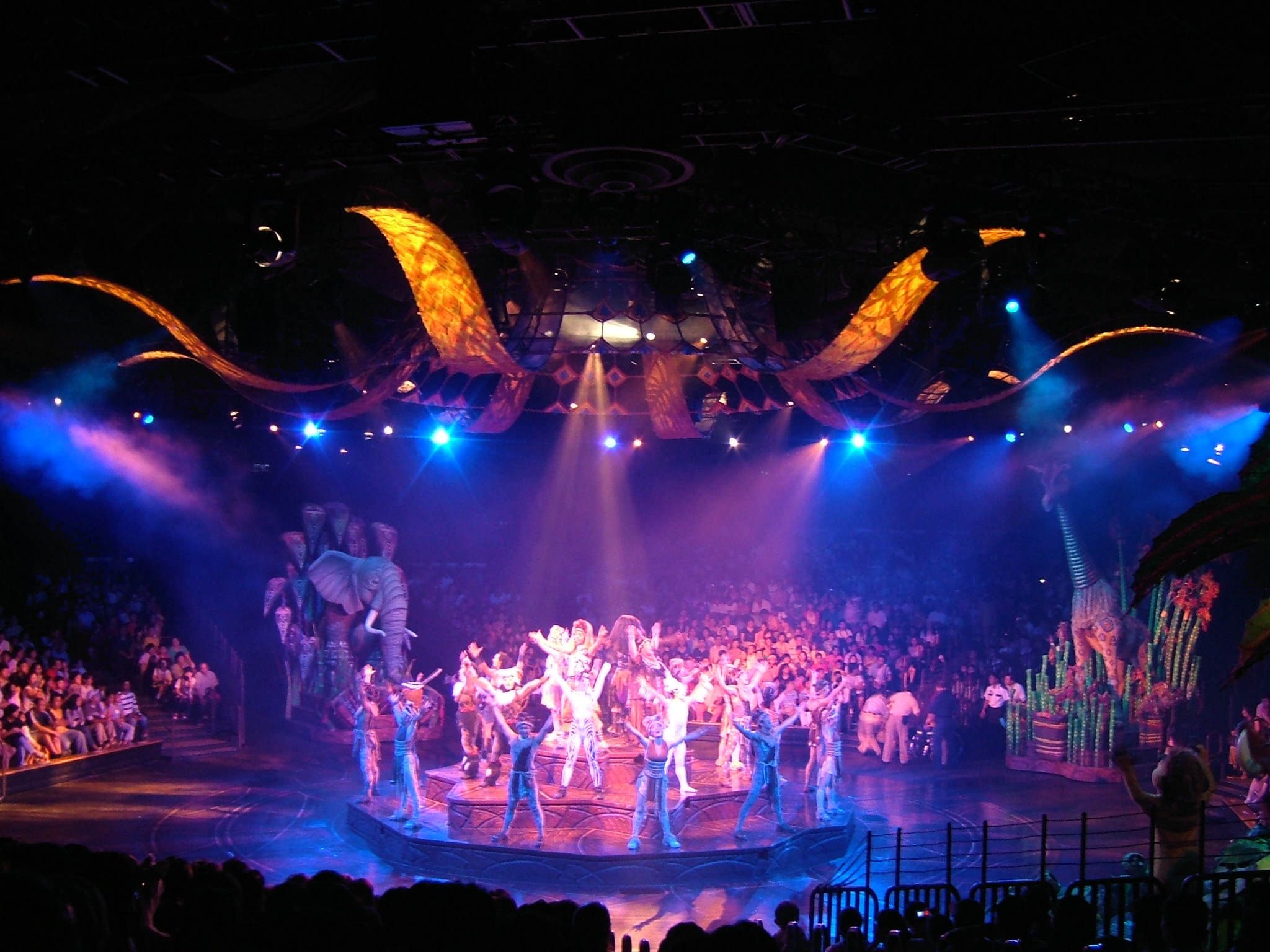
香港迪士尼樂園的獅子王慶典

獅子王慶典是於華特迪士尼世界度假區的迪士尼動物王國及香港迪士尼樂園裡表演的音樂劇。這音樂劇是將整個獅子王電影及音樂表演於一個演出內。這演出由非洲嚮導帶領一眾演員、辛巴（Simba）、娜娜（Nala）、刀疤（Scar）、丁滿（Timon）及彭彭（Pumbaa）一起演唱歌曲及表演。這亦是根據獅子王音樂劇而演出。

## 迪士尼動物王國
- 開幕日期：1998年
- 演出地方：迪士尼動物王國，Camp Minnie Mickey
- 演出時間：30分鐘
- 監製：

## 香港迪士尼樂園
- 開幕日期：2005年9月12日（與樂園一同開幕）
- 演出地方：探險世界原野劇場
- 演出時間：30分鐘